# Synanthedon bolteri
Synanthedon bolteri is een vlinder uit de familie wespvlinders (Sesiidae), onderfamilie Sesiinae.
Synanthedon bolteri is voor het eerst wetenschappelijk beschreven door Edwards in 1883. De soort komt voor in het Nearctisch gebied.